# Paratrigona prosopiformis
Paratrigona prosopiformis là một loài Hymenoptera trong họ Apidae. Loài này được Gribodo mô tả khoa học năm 1893.